# Georgia Gibbs
Georgia Gibbs, född Frieda Lipschitz den 17 augusti 1919 i Worcester i Massachusetts i USA, död 9 december 2006 i New York i New York i USA, var en amerikansk sångerska. Hennes karriär blomstrade under 1950-talet.
Hon slog igenom rejält med låtarna "Tweedle Dee" och "Silent Lips".

## Diskografi (urval)
Singlar (topp 20 på Billboard Hot 100)
- 1950 – "If I Knew You Were Comin' I'd've Baked a Cake" (#5)[1]
- 1951 – "I Still Feel The Same About You" (#18)
- 1951 – "While You Danced, Danced, Danced" (#6)
- 1952 – "Kiss of Fire" (#1)[2][3]
- 1953 – "Seven Lonely Days" (#5)
- 1954 – "Somebody Bad Stole De Wedding Bell" (#18)
- 1955 – "Tweedlee Dee" (#2)
- 1955 – "Dance With Me Henry (Wallflower)" (#1)[3]
- 1955 – "Sweet and Gentle" (#12)
- 1955 – "I Want You To Be My Baby" (#14)
- 1956 – "Happiness Street" (#20)